# Alfa Romeo Giulietta (1955)
L'Alfa Romeo Giulietta è un'autovettura prodotta dalla casa automobilistica italiana dal 1955 al 1966 dall'Alfa Romeo.

## La denominazione "Giulietta"
La nascita della denominazione "Giulietta", sebbene riferita all'opera shakespeariana Romeo e Giulietta, è stata oggetto di varie versioni e aneddoti. Il più curioso racconta che nell'ottobre 1950 una delegazione di otto dirigenti dell'Alfa Romeo fu inviata al Salone dell'automobile di Parigi per la presentazione del nuovo modello "1900". Nel corso di una cena offerta in loro onore dal concessionario francese dell'Alfa Romeo, in un noto ristorante parigino, i dirigenti furono scherzosamente apostrofati da un decaduto principe russo che, per sbarcare il lunario, si esibiva nei locali pubblici inventando filastrocche e poesiole all'indirizzo dei clienti. Quella sera il "poeta burlesco", per canzonare l'atteggiamento austero e compassato degli ospiti d'onore, recitò: «Je vois huit Roméo, mais aucune Juliette!» (Vedo otto Romeo, ma nessuna Giulietta!). L'episodio venne ricordato da alcuni di questi dirigenti nella riunione per decidere il nome commerciale del nuovo modello "tipo 750" e la scelta cadde su "Giulietta", di fatto ispirato da un artista di strada franco-russo.
Il nome "Giulietta" venne ripreso per denominare due successivi modelli, rispettivamente del 1977 e 2010.

## Storia

### Contesto
Già dalla fissazione degli obiettivi nel piano industriale, nel 1950, fu chiaro alla dirigenza che il nuovo modello "Giulietta" sarebbe stato il più importante nella storia dell'Alfa Romeo, rappresentando il passaggio alla modernità industriale.
Fino al modello "1900" le officine del Portello mantenevano una modalità produttiva artigianale che consentiva di costruire una ventina di esemplari al giorno. Con la "Giulietta" si trattava di entrare nell'ambito della cosiddetta "motorizzazione di massa", con una produzione di almeno 200 vetture al giorno.
Il problema si presentava enorme, sia dal punto di vista organizzativo, sia da quello economico. Per risolvere l'aspetto economico l'azienda decise di avviare una sottoscrizione pubblica di capitali, attraverso l'emissione di cartelle fondiarie dell'IRI, con l'impegno di mettere in vendita il nuovo modello entro il 1954. Per allettare i risparmiatori all'investimento fu anche decisa una lotteria a estrazione mensile e vincita di una vettura, a partire dal gennaio 1955.
All'Alfa Romeo non erano certo i progettisti d'ingegno a scarseggiare, tuttavia risultava assente la figura di una valida guida tecnica, in grado di concertare il lavoro dei progettisti e industrializzare il prodotto. Tale incarico, era stato egregiamente ricoperto da Ugo Gobbato, purtroppo assassinato nel 1945. Per sostituirlo fu reclutato l'ingegnere austriaco Rudolf Hruska che aveva già seguito l'industrializzazione della "Maggiolino", al fianco di Ferdinand Porsche.
Il piano industriale fu avviato nel 1951, con la denominazione del progetto in "Tipo 750", che faceva pensare a una vettura utilitaria, nell'intento di depistare i giornalisti e mantenere il più assoluto riserbo sul tipo della futura automobile.

### Progettazione e prototipi
La realizzazione del motore fu demandata al gruppo capeggiato da Giuseppe Busso, mentre il gruppo di Orazio Satta Puliga studiava la restante parte meccanica e telaistica. Contemporaneamente il centro stile guidato da Giuseppe Scarnati tracciava la linea delle carrozzerie berlina e coupé, e la compagine di Hruska si occupava delle linee di produzione e montaggio.
Il lavoro delle quattro conventicole tecniche procedette speditamente e in perfetta armonia per oltre due anni, restituendo buoni frutti. Nei primi mesi del 1953 il propulsore era già stato ampiamente sperimentato, così come molti organi meccanici, e si procedette alla costruzione dei primi prototipi da provare su strada.
I risultati furono entusiasmanti per le prestazioni rilevate e stabilità della vettura. Una grave pecca era però rappresentata dalla scarsa insonorizzazione dell'abitacolo. Dopo molti tentativi e modifiche il problema non venne risolto e questo impediva di completare la linea di assemblaggio della carrozzeria e, soprattutto, di definire le specifiche dei contratti di fornitura per i componenti prodotti all'esterno dell'azienda.
Alla fine del 1953 la situazione si fece grave e Hruska chiese un incontro con la dirigenza dell'azienda per illustrare la situazione. Secondo il tecnico tedesco era impensabile mettere sul mercato una vettura con rumorosità molto superiore alla concorrenza, in particolare considerando che in due mesi di tentativi, non era stato possibile ridurla in maniera consistente. Hruska propose quindi di presentare prima il modello coupé, facendolo realizzare a carrozzieri esterni, per il quale la rumorosità nell'abitacolo sarebbe stata più facilmente tollerata o, addirittura, gradita dalla clientela. Così fcendo si poteva recuperare il tempo necessario per eliminare il difetto.
La dirigenza rifiutò la proposta di Hruska che, per tutta risposta, minacciò le immediate dimissioni. Visto lo stato di impasse, il presidente Giuseppe Luraghi si schierò con Hruska e venne decisa la presentazione anticipata della Sprint coupé, rispetto alla berlina.

Alfa Romeo Giulietta TI

Al salone dell'automobile di Torino del 1955 l'Alfa Romeo presenta la Giulietta, l'automobile che doveva rappresentare la definitiva riscossa. E il successo arrivò. Ne saranno costruite quasi 132.000 nello Stabilimento del Portello a Milano, numeri di produzione impressionanti per l'epoca. Questa vettura comparve sulla copertina del numero 1 della rivista Quattroruote.
Mai prima d'ora si era vista una vettura tanto potente, ma anche parca nei consumi, con una frenata eccezionale e un grande bagagliaio offerta a un prezzo tutto sommato, abbordabile. La Giulietta "berlina" condivideva la meccanica della coupé Alfa Romeo Giulietta Sprint presentata al pubblico esattamente un anno prima.

## La tecnica
Il motore bialbero della prima versione, era un 4 cilindri di 1290 cm³. Caratteristica principale, la fusione completamente in lega leggera, camere di scoppio emisferiche, con valvole a V comandate da due alberi a camme in testa, mossi da catena. Esso erogava una potenza di 50 CV ed era dotato di un cambio al volante manuale a 4 marce. Nel 1957 venne presentata la versione più potente, denominata Giulietta TI (Turismo Internazionale) con lievi modifiche estetiche al cofano che perdeva la freccia stilizzata, alla ghiera dei fanali e alle luci posteriori, più in alto e incassate, e, soprattutto, dotata del motore da 65 CV: venne utilizzata con successo nei rally, nelle gare in salita e quelle di durata.

## Restyling 1959
Al salone dell'automobile di Francoforte debuttò la carrozzeria aggiornata della Giulietta: il bocchettone del serbatoio era ora inserito nel parafango posteriore destro ed era dotato di sportellino, il muso venne ridefinito, con parafanghi più bombati, fanali incassati, nuove ghiere dei fari e mascherina anteriore rielaborata con barre orizzontali.
I parafanghi posteriori avevano le estremità a pinna e i nuovi fanalini con relativo catarifrangente. Negli interni era molto più curata e il cruscotto portava strumenti allungati comprendendo anche il contagiri.

### La 100.001 esima Giulietta
Nel febbraio 1961, l'attrice Giulietta Masina tiene a battesimo l'esemplare 100.001 della serie "Giulietta": il raggiungimento di questo traguardo - all'epoca davvero significativo - sta a dimostrare il successo commerciale delle Giulietta nelle diverse versioni.

## Restyling 1961
Nel 1961 venne eseguito un secondo restyling, con il quale esteticamente vennero nuovamente riviste le parti anteriore e posteriore della vettura. La TI venne potenziata a 74 CV (54 kW); con questa nuova motorizzazione era in grado di raggiungere la velocità di 155 km/h.
Alla fine della sua carriera fu motorizzata con il propulsore unificato della Giulia 1300, che la rimpiazzò solo nel 1964.
La "Giulietta TI" berlina uscì di produzione nel 1965, mentre la berlina normale sopravvisse fino al luglio 1966.

## Le versioni speciali

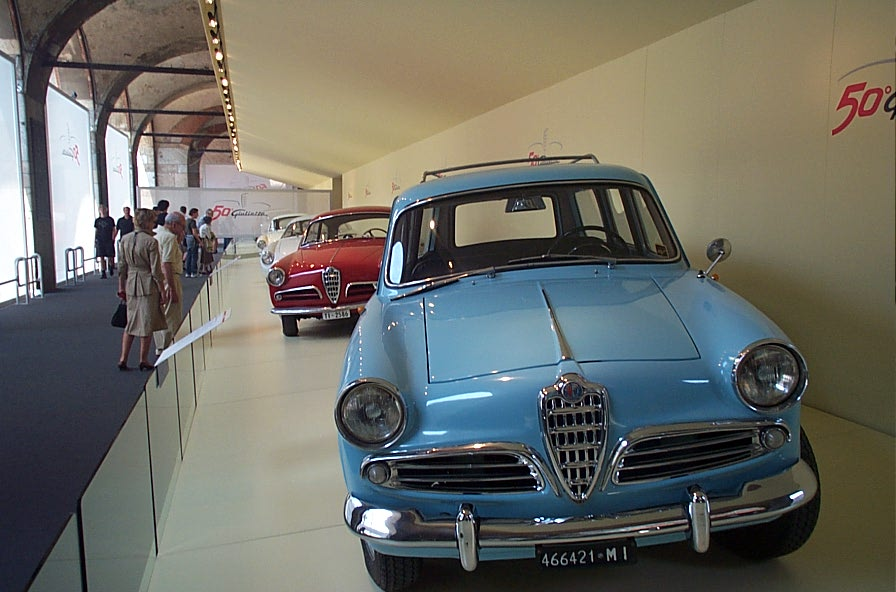
Alfa Romeo Giulietta Promiscua

Due le versioni speciali, in versione familiare, entrambe realizzate da carrozzerie esterne su commissione della dirigenza Alfa Romeo e presentate nel 1958: la "Weekendina" della Boneschi e la "Promiscua" della Colli, quest'ultima prodotta in 90 unità (71 nel 1959 e 19 nel 1960).

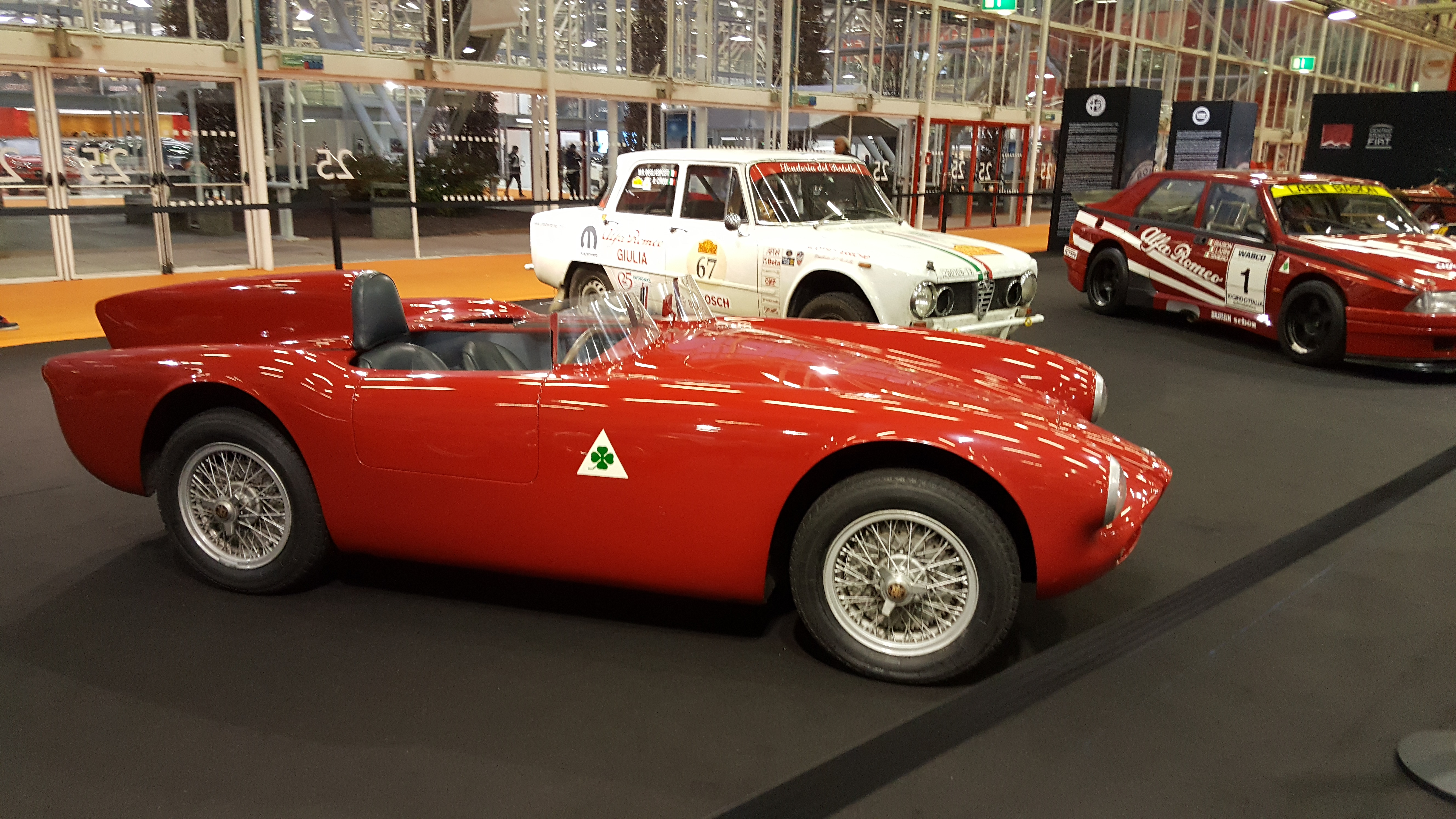
Alfa Romeo 750 Competizione

Nel 1956 ne fu prodotto un prototipo destinato alle competizioni denominato "750 Competizione". Realizzato da Carlo Abarth, il mezzo faceva parte di un progetto segreto mirato a riportare l'Alfa Romeo nell'ambito delle competizioni riservate a vetture sport. Come propulsore venne scelta una versione potenziata a 1500 cm³ del motore da 1300 cm³ che equipaggiava la Giulietta, mentre il telaio avvolto da una carrozzeria in configurazione barchetta realizzato da Boano era in lamiera scatolata. Il progetto non arrivò mai a un'effettiva produzione di serie in quanto parte della dirigenza della casa del biscione si oppose al ritorno nelle competizioni per timore che tale operazione sottraesse uomini e materiali cruciali per lo sviluppo delle vetture di serie.

## Le immagini

Muso e coda della Giulietta berlina I serie del 1955
Muso e coda della Giulietta berlina II serie del 1959
La Giulietta TI del 1958
La coupé SS (Sprint Speciale) del 1960-1961

## Dati tecnici Giulietta 1955
| Caratteristiche tecniche - Alfa Romeo Giulietta del 1955                                                          | Caratteristiche tecniche - Alfa Romeo Giulietta del 1955 | Caratteristiche tecniche - Alfa Romeo Giulietta del 1955 | Caratteristiche tecniche - Alfa Romeo Giulietta del 1955 | Caratteristiche tecniche - Alfa Romeo Giulietta del 1955 | Caratteristiche tecniche - Alfa Romeo Giulietta del 1955 |
| --- | --- | --- | --- | --- | --- |
| | | | | | |
| Configurazione | | | | | |
| Carrozzeria: Berlina                                                                                              | Carrozzeria: Berlina | Posizione motore: anteriore | Posizione motore: anteriore | Trazione: posteriore | Trazione: posteriore |
| Dimensioni e pesi                                                                                                 | | | | | |
| Ingombri (lungh.×largh.×alt. in mm): 3990 × 1550 × 1400                                                           | Ingombri (lungh.×largh.×alt. in mm): 3990 × 1550 × 1400 | Ingombri (lungh.×largh.×alt. in mm): 3990 × 1550 × 1400 | Ingombri (lungh.×largh.×alt. in mm): 3990 × 1550 × 1400 | Diametro minimo sterzata: 11 m | Diametro minimo sterzata: 11 m |
| Interasse: 2380 mm                                                                                                | Interasse: 2380 mm | Carreggiate: anteriore 1280 - posteriore 1270 mm | Carreggiate: anteriore 1280 - posteriore 1270 mm | Altezza minima da terra: 180 mm | Altezza minima da terra: 180 mm |
| Posti totali: 6                                                                                                   | Posti totali: 6 | Bagagliaio: 225 dm³ | Bagagliaio: 225 dm³ | Serbatoio: 40 | Serbatoio: 40 |
| Masse | a vuoto: 870 kg | a vuoto: 870 kg | a vuoto: 870 kg | a vuoto: 870 kg | a vuoto: 870 kg |
| Meccanica | | | | | |
| Tipo motore: 4 cilindri in linea ciclo Otto, quadro, con camere di scoppio emisferiche e raffreddamento a liquido | Tipo motore: 4 cilindri in linea ciclo Otto, quadro, con camere di scoppio emisferiche e raffreddamento a liquido | Tipo motore: 4 cilindri in linea ciclo Otto, quadro, con camere di scoppio emisferiche e raffreddamento a liquido | Cilindrata: Alesaggio × corsa = 74 × 75 mm: totale 1.290 cm³ | Cilindrata: Alesaggio × corsa = 74 × 75 mm: totale 1.290 cm³ | Cilindrata: Alesaggio × corsa = 74 × 75 mm: totale 1.290 cm³ |
| Distribuzione: a due valvole per cilindro con 2 alberi a camme in testa comandati da catena e ingranaggi          | Distribuzione: a due valvole per cilindro con 2 alberi a camme in testa comandati da catena e ingranaggi | Distribuzione: a due valvole per cilindro con 2 alberi a camme in testa comandati da catena e ingranaggi | Alimentazione: 1 carburatore invertito Solex 32 BIC | Alimentazione: 1 carburatore invertito Solex 32 BIC | Alimentazione: 1 carburatore invertito Solex 32 BIC |
| Prestazioni motore                                                                                                | Potenza: 50 CV (37 kW) a 5.200 giri/min / Coppia: 9,5 mkg DIN a 3.000 giri/min | Potenza: 50 CV (37 kW) a 5.200 giri/min / Coppia: 9,5 mkg DIN a 3.000 giri/min | Potenza: 50 CV (37 kW) a 5.200 giri/min / Coppia: 9,5 mkg DIN a 3.000 giri/min | Potenza: 50 CV (37 kW) a 5.200 giri/min / Coppia: 9,5 mkg DIN a 3.000 giri/min | Potenza: 50 CV (37 kW) a 5.200 giri/min / Coppia: 9,5 mkg DIN a 3.000 giri/min |
| Accensione: spinterogeno con correttore pneumatico d'anticipo                                                     | Accensione: spinterogeno con correttore pneumatico d'anticipo | Accensione: spinterogeno con correttore pneumatico d'anticipo | Impianto elettrico: 12 Volt, dinamo 220 Watt, batteria 38 A/h | Impianto elettrico: 12 Volt, dinamo 220 Watt, batteria 38 A/h | Impianto elettrico: 12 Volt, dinamo 220 Watt, batteria 38 A/h |
| Frizione: monodisco a secco montata su mozzo elastico                                                             | Frizione: monodisco a secco montata su mozzo elastico | Frizione: monodisco a secco montata su mozzo elastico | Cambio: a 4 rapporti sincronizzati + RM con comando al volante | Cambio: a 4 rapporti sincronizzati + RM con comando al volante | Cambio: a 4 rapporti sincronizzati + RM con comando al volante |
| Telaio | | | | | |
| Corpo vettura | carrozzeria a struttura portante | carrozzeria a struttura portante | carrozzeria a struttura portante | carrozzeria a struttura portante | carrozzeria a struttura portante |
| Sterzo | a vite globoidale e rullo | a vite globoidale e rullo | a vite globoidale e rullo | a vite globoidale e rullo | a vite globoidale e rullo |
| Sospensioni | anteriori: a ruote indipendenti con doppi bracci trasversali triangolati, molloni elicoidali, barra trasversale di accoppiamento antirollio e ammortizzatori idraulici telescopici coassiali. / posteriori: a ponte rigido con molloni elicoidali, ammortizzatori idraulici telescopici coassiali, barre longitudinali e triangolo per reazione e spinta. | anteriori: a ruote indipendenti con doppi bracci trasversali triangolati, molloni elicoidali, barra trasversale di accoppiamento antirollio e ammortizzatori idraulici telescopici coassiali. / posteriori: a ponte rigido con molloni elicoidali, ammortizzatori idraulici telescopici coassiali, barre longitudinali e triangolo per reazione e spinta. | anteriori: a ruote indipendenti con doppi bracci trasversali triangolati, molloni elicoidali, barra trasversale di accoppiamento antirollio e ammortizzatori idraulici telescopici coassiali. / posteriori: a ponte rigido con molloni elicoidali, ammortizzatori idraulici telescopici coassiali, barre longitudinali e triangolo per reazione e spinta. | anteriori: a ruote indipendenti con doppi bracci trasversali triangolati, molloni elicoidali, barra trasversale di accoppiamento antirollio e ammortizzatori idraulici telescopici coassiali. / posteriori: a ponte rigido con molloni elicoidali, ammortizzatori idraulici telescopici coassiali, barre longitudinali e triangolo per reazione e spinta. | anteriori: a ruote indipendenti con doppi bracci trasversali triangolati, molloni elicoidali, barra trasversale di accoppiamento antirollio e ammortizzatori idraulici telescopici coassiali. / posteriori: a ponte rigido con molloni elicoidali, ammortizzatori idraulici telescopici coassiali, barre longitudinali e triangolo per reazione e spinta. |
| Freni | anteriori: a tamburo / posteriori: a tamburo con doppie mascelle autofrenanti e alettatura per turboraffreddamento | anteriori: a tamburo / posteriori: a tamburo con doppie mascelle autofrenanti e alettatura per turboraffreddamento | anteriori: a tamburo / posteriori: a tamburo con doppie mascelle autofrenanti e alettatura per turboraffreddamento | anteriori: a tamburo / posteriori: a tamburo con doppie mascelle autofrenanti e alettatura per turboraffreddamento | anteriori: a tamburo / posteriori: a tamburo con doppie mascelle autofrenanti e alettatura per turboraffreddamento |
| Prestazioni dichiarate                                                                                            | | | | | |
| Velocità: 139,534 km/h                                                                                            | Velocità: 139,534 km/h | Velocità: 139,534 km/h | Accelerazione: sul km da fermo con uso del cambio: 38,6 | Accelerazione: sul km da fermo con uso del cambio: 38,6 | Accelerazione: sul km da fermo con uso del cambio: 38,6 |
| Consumi | medio 8,3 l/100 km | medio 8,3 l/100 km | medio 8,3 l/100 km | medio 8,3 l/100 km | medio 8,3 l/100 km |
| Fonte dei dati: Prova su strada Alfa Romeo Giulietta, Quattroruote, maggio 1956                                   | | | | | |